# Thomisus janinae
Thomisus janinae är en spindelart som beskrevs av Comellini 1957. Thomisus janinae ingår i släktet Thomisus och familjen krabbspindlar. Inga underarter finns listade i Catalogue of Life.